# Cancelar al Austriei
1. redirectCancelar federal al Austriei